# Renato Marsiglia
Renato Marsiglia (Rio Grande do Sul, 1951. június 3. –) brazil nemzetközi labdarúgó-játékvezető. Polgári foglalkozása: rendszerelemző.		

## Pályafutása

### Nemzeti játékvezetés
A küldési gyakorlat szerint rendszeres partbírói, majd 4. bírói szolgálatot végzett. A Série A játékvezetőjeként 1994-ben vonult vissza.

### Nemzetközi játékvezetés
A Brazil labdarúgó-szövetség Játékvezető Bizottsága (JB) terjesztette fel nemzetközi játékvezetőnek, a Nemzetközi Labdarúgó-szövetség (FIFA) 1990-től tartotta nyilván bírói keretében. Több nemzetek közötti válogatott és klubmérkőzést vezetett, vagy működő társának partbíróként, később 4. bíróként segített. A brazil nemzetközi játékvezetők rangsorában, a világbajnokság sorrendjében többedmagával a 7. helyet foglalja el 2 találkozó szolgálatával. Az aktív nemzetközi játékvezetéstől 1994-ben búcsúzott el.

#### Labdarúgó-világbajnokság

##### U20-as labdarúgó-világbajnokság
Portugália a 8., az 1991-es ifjúsági labdarúgó-világbajnokságot, illetve Ausztrália a 9., az 1993-as ifjúsági labdarúgó-világbajnokság, ahol a FIFA JB bíróként foglalkoztatta.

###### 1991-es ifjúsági labdarúgó-világbajnokság
| Időpont          | Helyszín                        | Mérkőzés típusa              | Mérkőzés             | Eredmény | Nézők száma |
| ---------------- | ------------------------------- | ---------------------------- | -------------------- | -------- | ----------- |
| 1991. június 15. | Városi Stadion, Faro            | csoportmérkőzés (D. csoport) | Anglia–Spanyolország | 0 – 1    | 11 500      |
| 1991. június 23. | Primeiro de Maio Stadion, Braga | egyik negyeddöntő            | Ausztrália–Szíria    | 1 – 1    | 10 000      |

###### 1993-as ifjúsági labdarúgó-világbajnokság
| Időpont           | Helyszín                 | Mérkőzés típusa              | Mérkőzés            | Eredmény | Nézők száma |
| ----------------- | ------------------------ | ---------------------------- | ------------------- | -------- | ----------- |
| 1993. március 6.  | Városi Stadion, Canberra | csoportmérkőzés (A. csoport) | Oroszország–Kamerun | 2 – 0    | 5362        |
| 1993. március 11. | Kijelölt Stadion, Sydney | csoportmérkőzés (A. csoport) | Ausztrália–Kamerun  | 0 – 2    | 27 581      |

#### Labdarúgó-világbajnokság
A világbajnoki döntőkhöz vezető úton Amerikai Egyesült Államokba a XV., az 1994-es labdarúgó-világbajnokságra  a FIFA JB játékvezetőként alkalmazta. Ez volt az első labdarúgó-világbajnokság, ahol ténylegesen külön tevékenykedtek a játékvezetők és a segítő partbírók. A partbírók még nem kapcsolódtak szorosan a delegált nemzeti játékvezetőjükhöz. Selejtező mérkőzéseket az CONMEBOL zónákban vezetett. Világbajnokságon vezetett mérkőzéseinek száma: 2.

##### 1994-es labdarúgó-világbajnokság

###### Selejtező mérkőzés
| Időpont            | Helyszín                               | Mérkőzés típusa           | Mérkőzés          | Eredmény | Nézők száma |
| ------------------ | -------------------------------------- | ------------------------- | ----------------- | -------- | ----------- |
| 1993. augusztus 1. | Roberto Meléndez Stadion, Barranquilla | előselejtező (1. csoport) | Kolumbia–Paraguay | 0 – 0    | 70 000      |

###### Világbajnoki mérkőzés
| Időpont          | Helyszín                     | Mérkőzés típusa              | Mérkőzés                | Eredmény | Nézők száma |
| ---------------- | ---------------------------- | ---------------------------- | ----------------------- | -------- | ----------- |
| 1994. június 25. | Citrus Bowl Stadion, Orlando | csoportmérkőzés (B. csoport) | Belgium–Hollandia       | 1 – 0    | 62 387      |
| 1994. július 3.  | Cotton Bowl Stadion, Dallas  | egyik nyolcaddöntő           | Szaúd-Arábia–Svédország | 1 – 3    | 60 277      |

#### Nemzetközi kupamérkőzések
Vezetett kupadöntők száma: 1.

##### Recopa Sudamericana
| Időpont              | Helyszín                   | Mérkőzés típusa     | Mérkőzés                 | Eredmény | Nézők száma |
| -------------------- | -------------------------- | ------------------- | ------------------------ | -------- | ----------- |
| 1993. szeptember 22. | Morumbi Stadion, São Paulo | döntő első mérkőzés | São Paulo FC–Cruzeiro FC | 0 – 0    | 12 974      |

## Írásai
1994-ben jelent meg a Játékvezetés című írása, Publisher Tchê Kiadó. Hazájában a  könyv felkerült a legkeresettebb könyvek Top listájára. A könyv témája az 1994-es labdarúgó-világbajnokság titkait, a nemzetközi sajtó írásainak értelmezésével és több fénykép bemutatásával ismerteti.

## Sportvezetőként
Az aktív játékvezetést befejezve sportújságírással és a Net-en valamint a SporTV szakkommentátoraként kezdett dolgozni.

## Szakmai sikerek
- 1994-ben az IFFHS szerint a világ 10. legjobb játékvezetője.
- Az IFFHS (Nemzetközi Futballtörténészek- és Statisztikusok Szövetsége) 1987-2011 évadokról tartott nemzetközi szavazásán 151, játékvezető besorolásával minden idők 98, legjobb bírójának rangsorolta, holtversenyben  Sálvio Spinola Fagundes Filho, Gamál al-Gandúr, Edgardo Codesal Méndez társaságában. A 2008-as szavazáshoz képest 24 pozíciót hátrább lépett.